# اللجنة البارالمبية الأوروبية
اللجنة البارالمبية الأوروبية هي منظمة دولية غير ربحية تخدم عضوية 49 لجنة بارالمبية وطنية و9 فروع أوروبية تتعلق بالإعاقة. تأسست اللجنة البارالمبية الأوروبية، التي تتخذ من فيينا، النمسا مقراً لها، في نوفمبر 1991 باعتبارها اللجنة الأوروبية للجنة البارالمبية الدولية، ثم سُجلت ككيان مستقل في 1999.
اللجنة البارالمبية الأوروبية مسؤولة عن تنظيم اللجنة البارالمبية الأوروبية لألعاب الشباب. علاوة على ذلك، تعمل اللجنة البارالمبية الأوروبية كمنظمة على تعزيز والدفاع عن المصالح الجماعية للجان البارالمبية الوطنية والمنظمة الدولية للرياضة للمعاقين أو الاتحاد الدولي للرياضة البارالمبية والرياضيين الأوروبيين ذوي الإعاقة.
تتمتع اللجنة البارالمبية الأوروبية بهيكل ديمقراطي وتُنتخب الهيئة الإدارية للمنظمة كل عامين من خلال الجمعية العامة، حيث يحق لجميع الأعضاء المسجلين إرسال مندوبين والإدلاء بأصواتهم. تتكون اللجنة من رئيس وأمين عام وأمين صندوق ومسؤول فني وممثل رياضي وأربعة أعضاء عموميين. الرئيس الحالي هو راتكو كوفاتشيتش من كرواتيا، وهو بطل سابق في كرة الطاولة.

## الدول الأعضاء
يشمل الجدول التالي ذكر السنة أيضاً التي اعترفت فيها اللجنة البارالمبية الدولية باللجنة البارالمبية الوطنية في حالة اختلافها عن السنة التي تشكلت فيها اللجنة الوطنية.
| الدولة          | الرمز | اللجنة البارالمبية الوطنية                                                | التأسيس | م. |
| --------------- | ----- | ------------------------------------------------------------------------- | ------- | -- |
| أندورا          | AND   | الاتحاد الأندوري للرياضات المكيفة                                         |         |    |
| أرمينيا         | ARM   | اللجنة البارالمبية الأرمنية                                               | 1994    |    |
| النمسا          | AUT   | اللجنة البارالمبية النمساوية                                              |         |    |
| أذربيجان        | AZE   | اللجنة البارالمبية الوطنية لأذربيجان                                      |         |    |
| بيلاروس         | BLR   | اللجنة البارالمبية لجمهورية بيلاروسيا                                     |         |    |
| بلجيكا          | BEL   | اللجنة البارالمبية البلجيكية                                              |         |    |
| البوسنة والهرسك | BIH   | اللجنة البارالمبية في البوسنة والهرسك                                     |         |    |
| بلغاريا         | BUL   | الرابطة البارالمبية البلغارية                                             |         |    |
| كرواتيا         | CRO   | اللجنة البارالمبية الكرواتية                                              |         |    |
| قبرص            | CYP   | اللجنة البارالمبية الوطنية القبرصية                                       | 1999    |    |
| جمهورية التشيك  | CZE   | اللجنة البارالمبية التشيكية                                               |         |    |
| الدنمارك        | DEN   | اللجنة البارالمبية الدنماركية                                             |         |    |
| إستونيا         | EST   | اللجنة البارالمبية الإستونية                                              |         |    |
| جزر فارو        | FRO   | اللجنة البارالمبية في جزر فارو                                            | 1980    |    |
| فنلندا          | FIN   | اللجنة البارالمبية الفنلندية                                              |         |    |
| فرنسا           | FRA   | اللجنة البارالمبية والرياضية الفرنسية                                     |         |    |
| جورجيا          | GEO   | اللجنة البارالمبية الجورجية                                               |         |    |
| ألمانيا         | GER   | اللجنة البارالمبية الوطنية الألمانية                                      |         |    |
| المملكة المتحدة | GBR   | الرابطة البارالمبية البريطانية                                            | 1989    |    |
| اليونان         | GRE   | الجمعية البارالمبية الهيلينية                                             | 2001    |    |
| المجر           | HUN   | اللجنة البارالمبية المجرية                                                |         |    |
| آيسلندا         | ISL   | الرابطة الرياضية الأيسلندية للمعاقين                                      |         |    |
| أيرلندا         | IRL   | المجلس البارالمبي الأيرلندي                                               |         |    |
| إسرائيل         | ISR   | اللجنة البارالمبية الإسرائيلية                                            |         |    |
| إيطاليا         | ITA   | اللجنة البارالمبية الإيطالية                                              |         |    |
| كوسوفو          | KOS   | اللجنة البارالمبية لكوسوفو                                                | 2023    |    |
| لاتفيا          | LAT   | اللجنة البارالمبية اللاتفية                                               |         |    |
| ليختنشتاين      | LIE   | رابطة ليختنشتاين للمعاقين                                                 |         |    |
| ليتوانيا        | LTU   | اللجنة البارالمبية الليتوانية                                             |         |    |
| لوكسمبورغ       | LUX   | اللجنة البارالمبية في لوكسمبورج                                           |         |    |
| مالطا           | MLT   | اتحاد مالطا للجمعيات الرياضية للمعاقين                                    |         |    |
| مولدوفا         | MDA   | اللجنة البارالمبية لمولدوفا                                               |         |    |
| الجبل الأسود    | MNE   | اللجنة البارالمبية في الجبل الأسود                                        |         |    |
| هولندا          | NED   | اللجنة الأولمبية الهولندية * الاتحاد الرياضي الهولندي                     |         |    |
| مقدونيا         | MKD   | اللجنة البارالمبية المقدونية - اتحاد الرياضة والترفيه للمعاقين في مقدونيا |         |    |
| النرويج         | NOR   | اللجنة الأولمبية والبارالمبية النرويجية واتحاد الرياضة                    |         |    |
| بولندا          | POL   | اللجنة البارالمبية البولندية                                              |         |    |
| البرتغال        | POR   | اللجنة البارالمبية البرتغالية                                             |         |    |
| رومانيا         | ROU   | اللجنة البارالمبية الوطنية، رومانيا                                       |         |    |
| روسيا           | RUS   | اللجنة البارالمبية الروسية                                                | 1996    |    |
| سان مارينو      | RSM   | اللجنة البارالمبية في سان مارينو                                          |         |    |
| صربيا           | SRB   | اللجنة البارالمبية في صربيا                                               |         |    |
| سلوفاكيا        | SVK   | اللجنة البارالمبية السلوفاكية                                             |         |    |
| سلوفينيا        | SLO   | اللجنة البارالمبية في سلوفينيا - الاتحاد الرياضي للمعاقين في سلوفينيا     |         |    |
| إسبانيا         | ESP   | البارالمبية الإسبانية                                                     |         |    |
| السويد          | SWE   | الاتحاد السويدي للرياضات البارالمبية                                      |         |    |
| سويسرا          | SUI   | اللجنة البارالمبية السويسرية                                              |         |    |
| تركيا           | TUR   | اللجنة البارالمبية التركية                                                | 2002    |    |
| أوكرانيا        | UKR   | اللجنة الرياضية الوطنية للمعاقين في أوكرانيا                              |         |    |